# Aeroporto di Charleroi-Bruxelles Sud
L'aeroporto di Charleroi-Bruxelles Sud (IATA: CRL, ICAO: EBCI) è un aeroporto che serve la città di Charleroi e la zona sud di Bruxelles. Dista circa 45 km dal centro della capitale belga.

## Storia
Nel 1919 il re del Belgio Alberto I istituì una scuola di aviazione nel campo di volo di Gosselies. La scuola era situata sul punto più alto della regione, chiamato collina dei Pastori. L'anno seguente la società SEGA cominciò ad usare l'aeroporto come centro per lavori di manutenzione aeronautica, divenendo nei primi anni trenta (con l'entrata della società Fairey) il principale polo aeronautico belga.
Dopo la seconda guerra mondiale Gosselies divenne un aeroporto pubblico e venne gestito dalla società belga di trasporti aerei RVA. Nel 1954 la società di costruzioni aeronautiche SABCA aprì uno stabilimento a Gosselies, e nel 1978 fu la volta della SONACA (che sostituì la compagnia Fairey). Per quel che riguarda il trasporto aereo negli anni settanta si cercò di aprire un volo giornaliero per Londra (volo della Sabena Liegi-Charleroi-Londra), ma i risultati furono scarsi, e la rotta venne chiusa, lasciando l'aeroporto praticamente senza traffico passeggeri (tranne qualche volo charter verso destinazioni di vacanza nel Mediterraneo o in Algeria).
Si decise però di insistere in tal senso e così nel 1991 venne creata la BSCA (Brussell South Charleroi Airport) e con la legge del 1992, che prevedeva il passaggio della gestione degli aeroporti regionali dallo Stato alle regioni, la regione della Vallonia decise di affidare la gestione dell'aeroporto alla BSCA. Il rilancio si ebbe comunque nel 1997 con l'inaugurazione del volo per Dublino della compagnia irlandese Ryanair, che in seguito scelse l'aeroporto come prima sua base dell'Europa continentale.
Dall'aeroporto decollano anche gli aerei della Wizz Air, Pegasus Airlines, Volotea, Air Corsica

## Strategia
L'aeroporto Charleroi è il secondo aeroporto in Belgio per importanza, ed è la prima base che la compagnia irlandese Ryanair ha creato nell'Europa continentale. Il 29 gennaio 2008 è stata inaugurata la nuova aerostazione, concepita per un traffico di più di 5.000.000 di passeggeri. Tra il 2008 ed il 2009 sono previsti anche il passaggio alla CATIII e l'allungamento della pista a 3200 metri.

## Dati di traffico

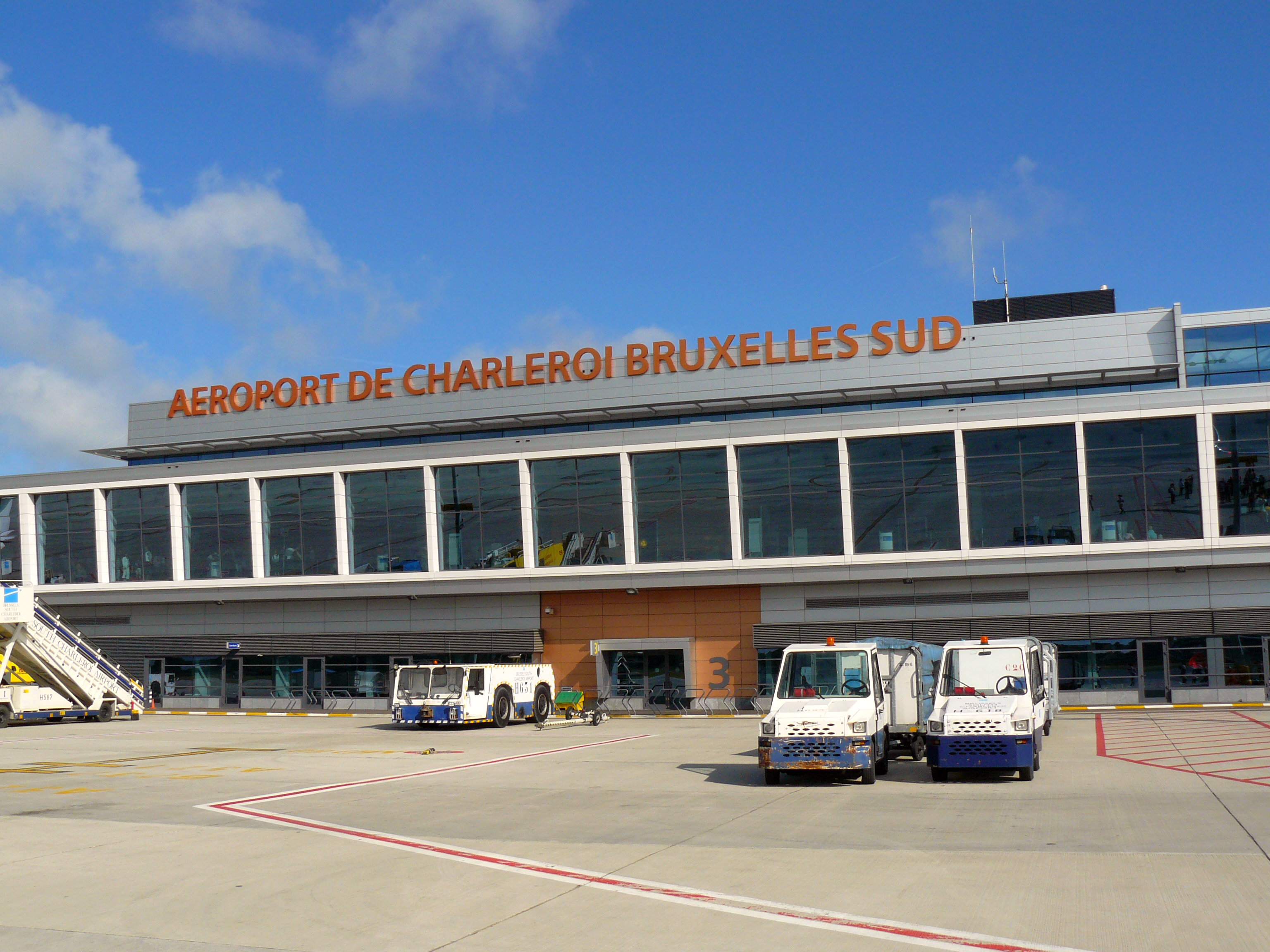
Esterno dell'aeroporto

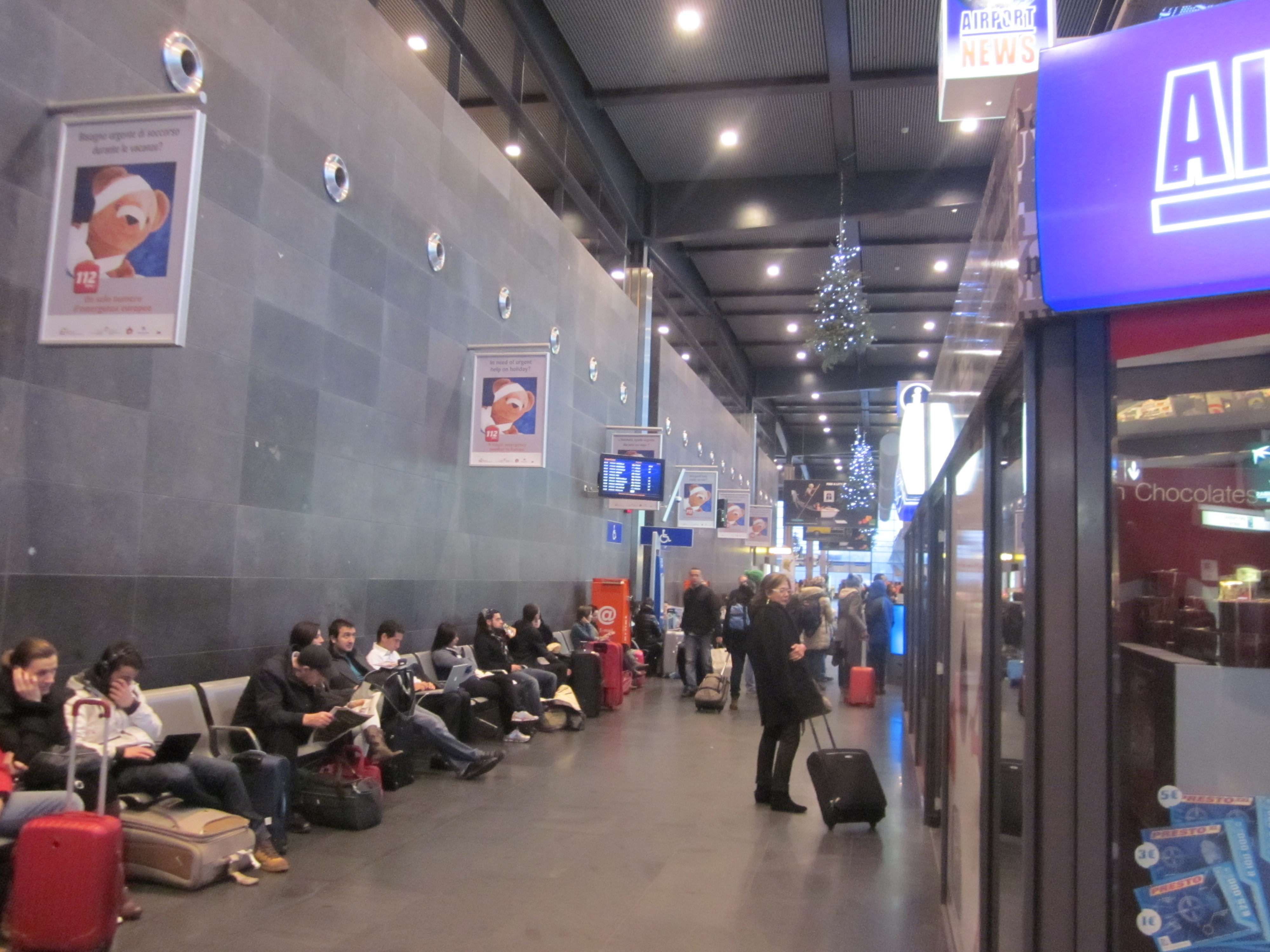
L'interno del terminal

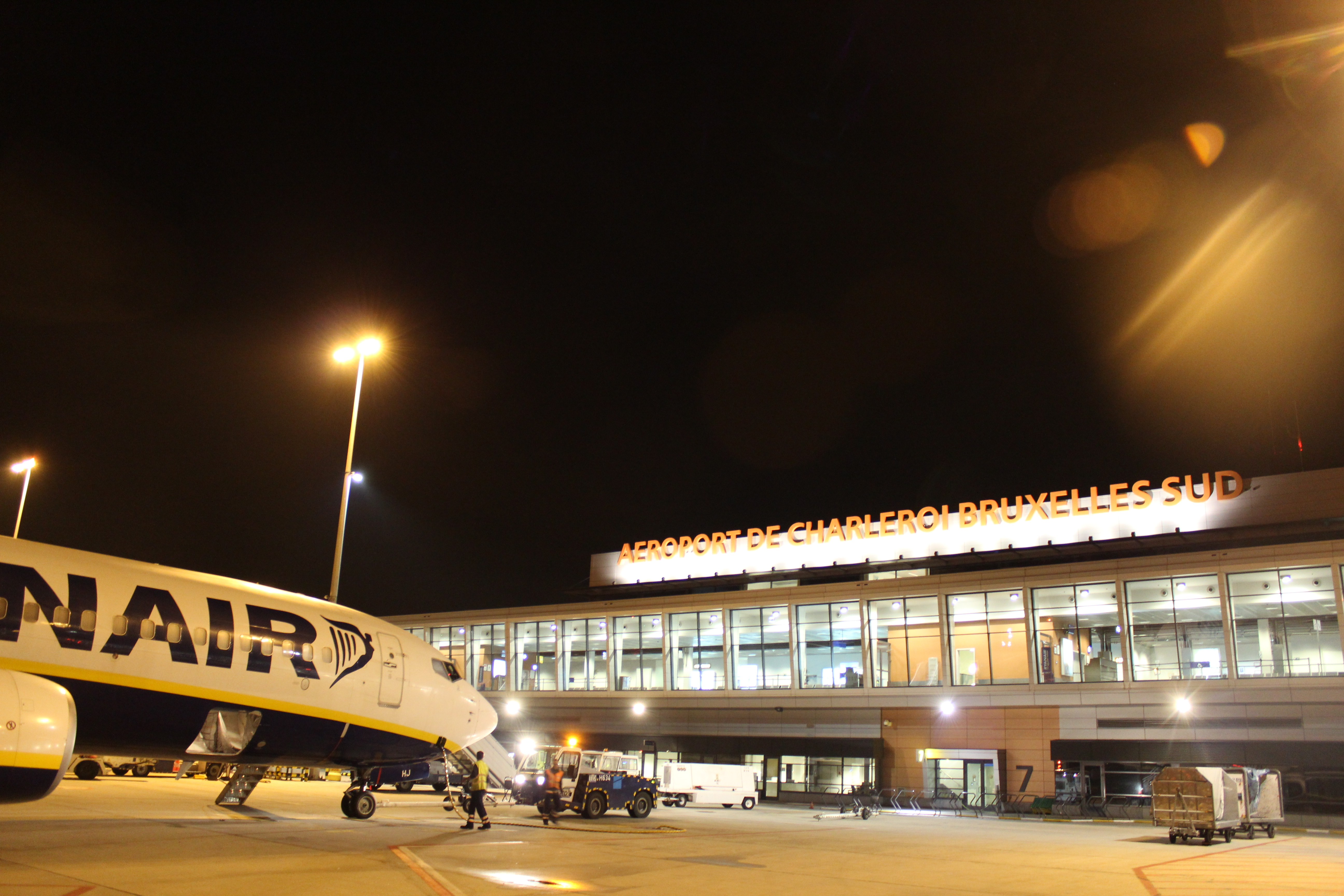
Boeing 737-800 Ryanair all'aeroporto

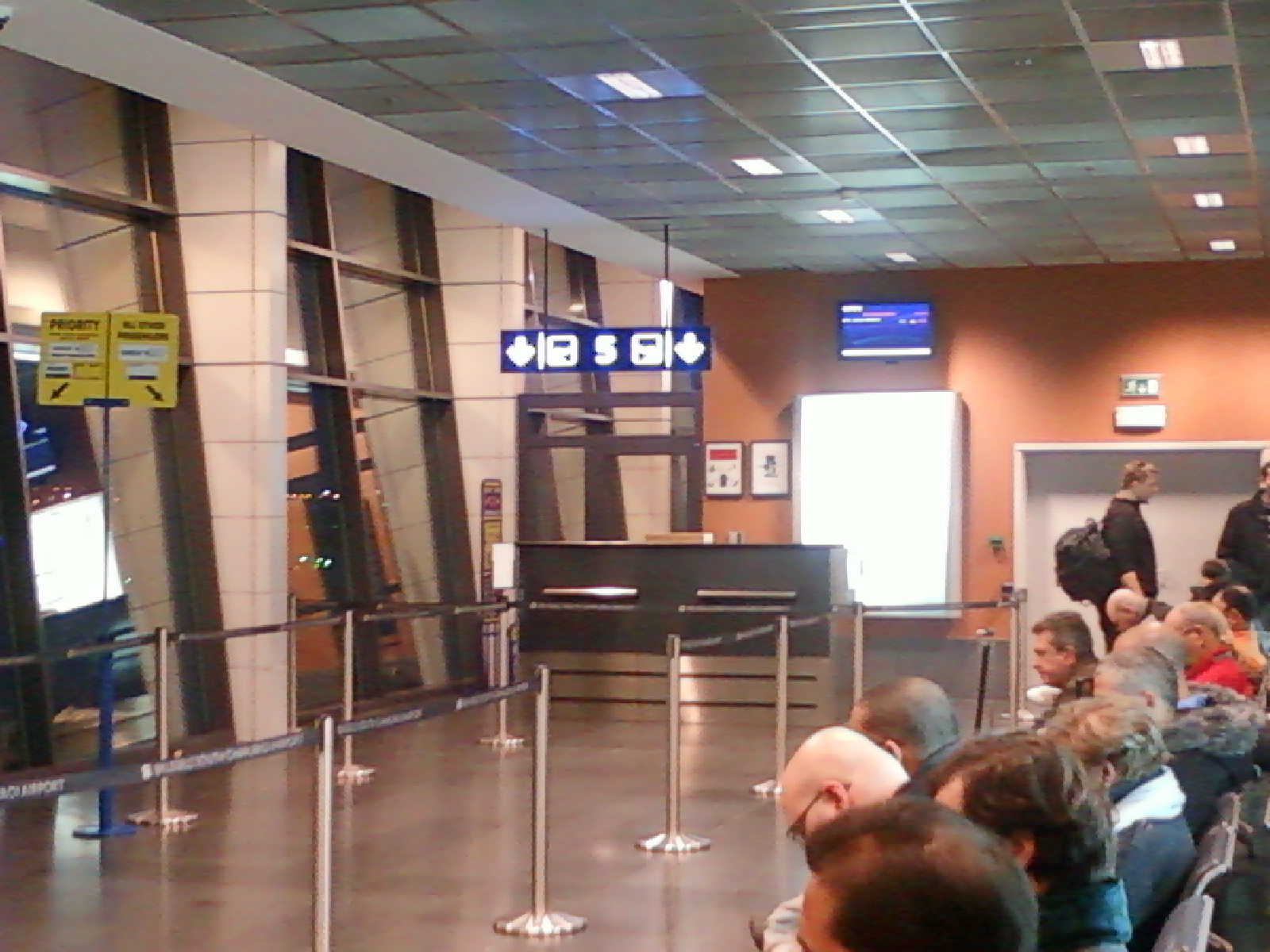
Un gate all'interno del terminal

| Anno | Passeggeri |
| ---- | ---------- |
| 1998 | 210 727    |
| 1999 | 235 549    |
| 2000 | 255 317    |
| 2001 | 773 431    |
| 2002 | 1 271 979  |
| 2003 | 1 803 587  |
| 2004 | 2 034 797  |
| 2005 | 1 873 349  |
| 2006 | 2 166 360  |
| 2007 | 2 458 255  |
| 2008 | 2 957 026  |
| 2009 | 3 937 187  |
| 2010 | 5 123 404  |
| 2011 | 5 901 007  |
| 2012 | 6 516 427  |
| 2013 | 6 786 163  |

Questo grafico non è disponibile a causa di un problema tecnico.
Si prega di non rimuoverlo.
Vedi la query Wikidata di origine.

## Collegamenti con Bruxelles
È presente un servizio bus con arrivo a Bruxelles (stazione Midi), Lilla, Bruges e Lussemburgo. Con l'autobus cittadino linea A della compagnia TEC è possibile raggiungere la stazione ferroviaria di Charleroi, e da qui con il treno si possono raggiungere varie destinazioni. Il costo di un biglietto "bulk" combinato per utilizzare il bus dall'aeroporto alla stazione e poi prendere il treno per qualunque località belga è attualmente di euro 11.